# 法夫納

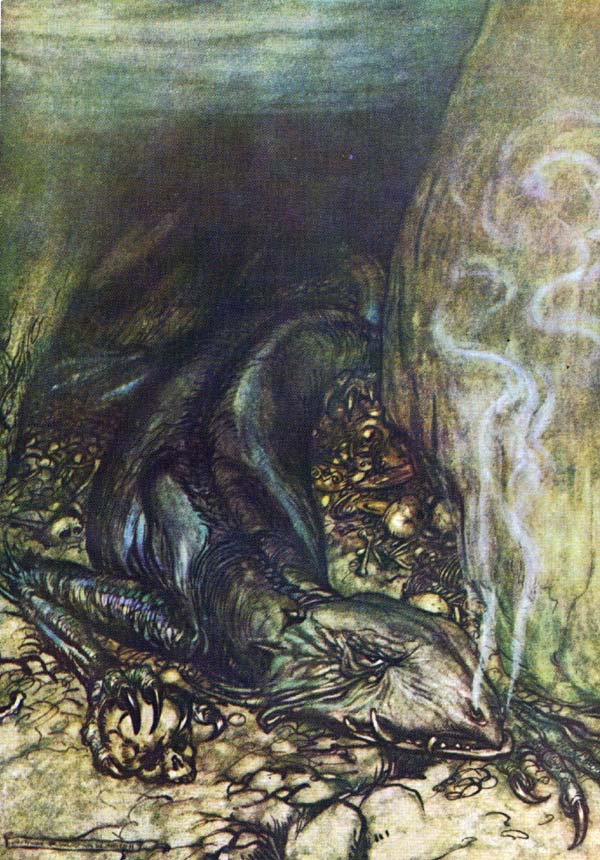
守護寶藏的法夫納。亞瑟·拉克姆繪。

法夫納（Fafnir），也拼为Fáfnir、Frænir，又名法夫尼爾、法芙尼爾。是北歐神話中的一名侏儒，之後化身為龍，法夫納主要出現在《詩體埃達》（Poetic Edda）、《散文埃達》（Prose Edda）、《沃爾松格氏傳奇》及《尼伯龍根之歌》（Nibelungenlied）中。此外，在華格納的歌劇《尼伯龍根的指環》中，依然以法夫納之名登場，但身份被改成巨人。
他是赫瑞德瑪（Hreidmar）的長子，歐特（Otr）和雷金（Regin）的兄弟，故事中提到赫瑞德瑪因為兒子歐特被洛基（Loki）殺害，而要求鉅額的賠償，洛基便強奪了另一名侏儒安德瓦利（Andvari）的寶藏來償還；安德瓦利因此詛咒不論是誰持有寶藏中的戒指安德華拉諾特（Andvarinaut），都會招來無限的災禍。
而受到龐大財富誘惑的法夫納，不僅殺害父親赫瑞德瑪，還變成一條巨龍守護財寶。法夫納逼迫弟弟雷金離開住所，雷金只好到人類的世界去。之後，雷金唆使英雄齊格魯德（Sigurd）殺掉法夫納，還幫他將格拉墨（Gram）的斷片重新打造成一隻完整的寶劍，齊格魯德就利用格拉墨殺死了法夫納。法夫納在臨死前，警告齊格魯德這些財寶是被詛咒過的，但齊格魯德沒有聽從而帶走寶藏，因此也受到詛咒而展開他悲劇性的一生。

## 特性
據說變成龍的法夫納，全身都會散發惡臭，所到之處草木不生，他的心臟還擁有神奇的力量，若能吃到他的心臟就可以得到無比的智慧，可通曉世間所有事情，故事中提到雷金本來還央求齊格魯德幫他烤心臟，但齊格魯德因為想測試是否烤熟，反而先嚐到法夫納的心臟。嘗到心臟的齊格魯德突然聽得懂鳥語，四周的鳥告訴他雷金為了擁有寶藏，正準備陰謀殺害他，齊格魯德因此先動手殺掉了雷金。
另外一個傳說《不死的齊格飛》中指出如果浸泡到法夫納的血，可以讓身體變得刀槍不入。齊格飛（Siegfried，齊格魯德的德語寫法，為同一人）在殺掉法夫納時就全身浴血，但因為有一片樹葉黏在背後，所以造成有一小塊皮膚沒有沾到血，而成為他唯一的弱點。另一個說法是，齊格飛殺掉法夫納後，自己將龍血塗到身上，但因為背後手構不到，所以有一小塊皮膚是正常的。